# خورشیدگرفتگی ۱۵ اکتبر ۲۰۶۹
خورشیدگرفتگی ۱۵ اکتبر ۲۰۶۹ (به انگلیسی: Solar eclipse of October 15, 2069) یک خورشیدگرفتگی از نوع خورشیدگرفتگی جزئی است. این خورشیدگرفتگی در تاریخ ۱۵ اکتبر ۲۰۶۹ میلادی (‎۲۴ مهر ۱۴۴۸ خورشیدی) روی خواهد داد که زمان اوج آن، ساعت ۴:۱۹:۵۶ به‌وقت ساعت هماهنگ جهانی است.